# Xana Lavey
Raquel López Eugenio (Granada; 15 de octubre de 1991), más conocida como Xana Lavey, es una cantante española, conocida por ser la vocalista del grupo de folk metal Celtian. También ha trabajado como voz secundaria en giras de las agrupaciones Saurom y Mägo de Oz, grabando dos álbumes con esta última.

## Carrera

### Orígenes
Desde pequeña se interesaba por la música pero sin tener estudios formales en ello, comenzando a introducirse al canto y a la guitarra de manera autodidacta. A los 17 años hace una banda de rock junto con un amigo suyo en la que tocaban covers.
Antes de comenzar su carrera artística, fue estudiante de Diseño Gráfico y Filología Clásica. Trabajó durante seis meses en una imprenta como diseñadora y auxiliar de taller. También estudió dos años de animación en 3D, terminando estos estudios en 2014.
Desde 2010 comenzó un canal de YouTube donde sube covers de canciones de rock. Siendo el grupo Mägo de Oz una de sus principales inspiraciones, constantemente hacía covers de sus canciones. En 2014, Mägo de Oz comparte en sus redes sociales el video de Raquel del tema “Hasta que el Cuerpo Aguante”, y el tecladista del grupo Javi Díez llega a mencionarla en su cuenta de Twitter, recomendando su canal de YouTube. A raíz de esto, el canal de Raquel comienza a ganar popularidad rápidamente. Más tarde logra contactar con la fotógrafa oficial del grupo Mägo de Oz, Carmen Molina, quien se convierte en su primer contacto con el grupo y a través de ella logra agradecer a la banda por su apoyo. Más tarde conoce al flautista Diego Palacio, líder de la agrupación Celtian pero que en aquel entonces trabajaba como flautista de gira con Mägo de Oz, quien le contacta directamente y comienzan una relación amistosa.
Gracias al crecimiento de su canal de YouTube, en 2015, Raquel decide comenzar a dedicarse de manera más seria a la música, y por ello audiciona y participa en la versión española del famoso programa de televisión La Voz. En 2017, entra a colaborar con una orquesta, pero a raíz de sentir molestias al cantar algunos pasajes, decide comenzar a tomar clases de canto de manera formal para evitar dañarse la voz.
En 2018, Diego Palacio contacta a Raquel con el líder de Mägo de Oz, Txus di Fellatio, cuando este buscaba artistas que colaboraran en el álbum ¡¡Stay Oz!! Hasta que el Cuerpo Aguante, un álbum tributo a Mägo de Oz por sus 30 años de carrera. Diego recomienda a Raquel y ella es invitada por Txus a tocar alguna canción para el disco. En el álbum, Raquel interpreta una cover del tema Somewhere over the Rainbow. Durante este tiempo, platicando con Txus di Fellatio, este le aconseja crearse un nombre artístico y le propone adoptar el nombre de Xana Lavey, el cual se compone de los nombres Xana, hadas del folclore asturiano, y Lavey, por Anton LaVey, fundador de la Iglesia de Satán. El nombre fue propuesto a raíz de que Txus pensaba que el nombre “Raquel Eugenio” no es atractivo en el ambiente del rock.

### Con Celtian
Tras publicar un primer disco instrumental titulado The Druid’s Awaiting, la banda Celtian decide poner voz sus canciones. Para finales de 2018, Raquel es invitada por el líder de esta agrupación, Diego Palacio, como vocalista de Celtian. Será con esta formación con la que logre más éxito, grabando varios álbumes, y siendo letrista de muchas de sus canciones. La idea de incluir una voz femenina en el grupo estuvo en la mente de su fundador, Diego Palacio, desde sus comienzos, dejando ver la influencia que grupos como Nightwish o Eluveitie le imprimieron.

### Con Saurom
Para finales de 2018, el grupo Saurom invita a Xana como corista y segunda voz en sus giras, para reemplazar a la cantante Julia Medina. Xana llegó a colaborar con Saurom en varias ocasiones más. En 2020 graba el tema “Reina de mis Sueños” para el álbum Música.

### Con Mägo de Oz

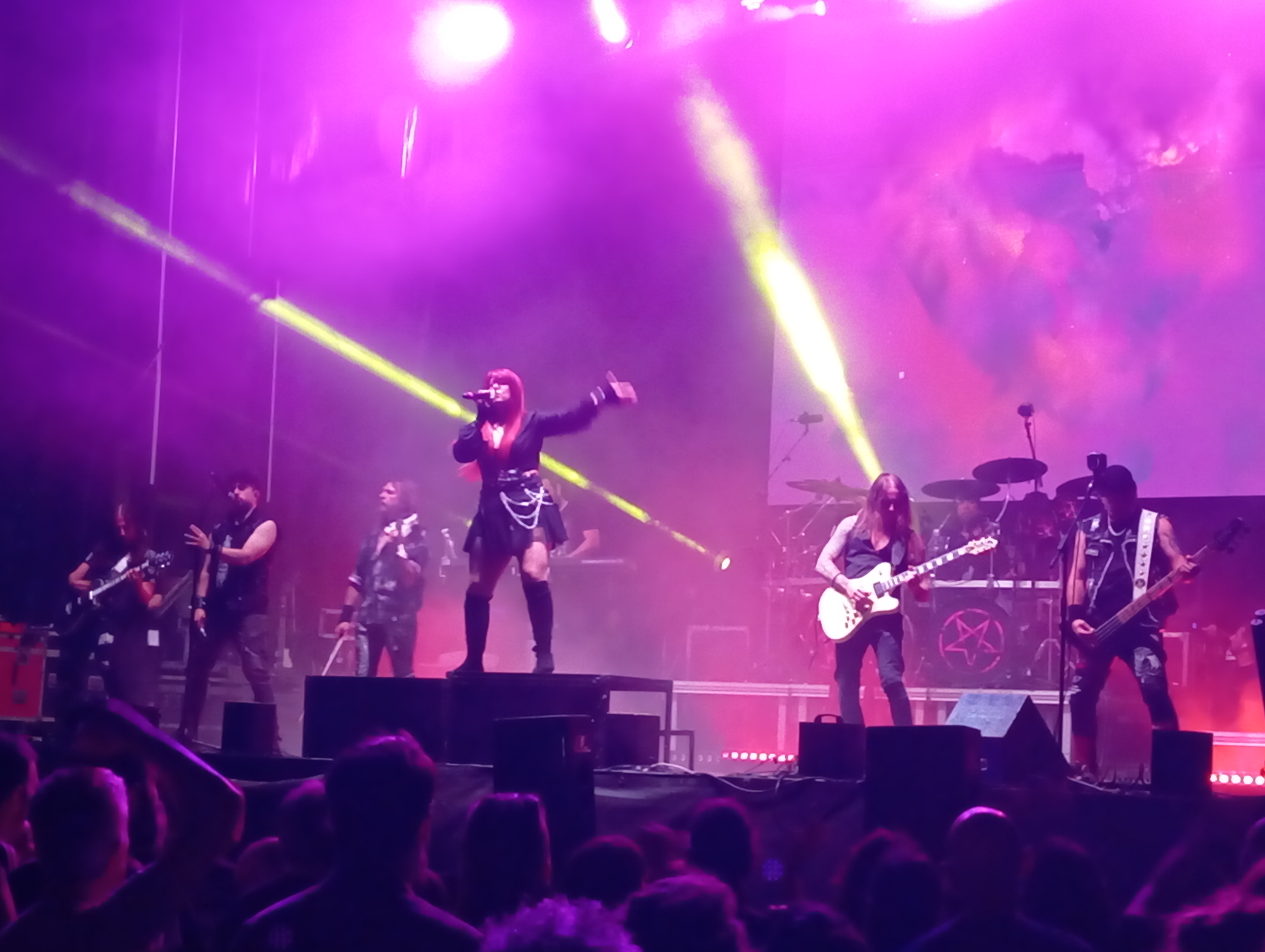
Xana Lavey en concierto con Mägo de Oz en 2025.

En 2019, teniendo mayor contacto con los integrantes de Mägo de Oz, Raquel llega a tomar clases de canto con la cantante Patricia Tapia. Colaboró con Mägo de Oz en la grabación de los coros de su obra Ira Dei.
Tras la salida de Patricia de Mägo de Oz en 2023, el grupo anuncia a Xana Lavey como su nueva vocalista secundaria para la gira en la que se encontraba inmersa la banda. En 2024, Xana colabora en el álbum Alicia en el Metalverso como segunda voz.

## Discografía

### Celtian
- 2019: En Tierra de Hadas
- 2021: Sendas de Leyenda
- 2024: Secretos de Amor y Muerte

### Mägo de Oz
- 2019: Ira Dei
- 2024: Alicia en el Metalverso

## Colaboraciones
| Tema                  | Banda               | Álbum                    | Año  |
| --------------------- | ------------------- | ------------------------ | ---- |
| One of Us             | La Voz 2015         | Lo Mejor De Las Batallas | 2015 |
| La Vida Es            | MacAllister Project | Samadhi                  | 2018 |
| The Howling           | Perpetual Night     | Anâtman                  | 2018 |
| Reina de mis Sueños   | Saurom              | Música                   | 2020 |
| Ataecina              | Salduie             | Ambaxtos                 | 2021 |
| Prisionero del Tiempo | Argion              | Lux Umbra                | 2023 |
| Inquebrantable        | Triskel             | --                       | 2024 |
| The End               | Sons of Steel       | So Dark                  | 2024 |